# Нюхавн

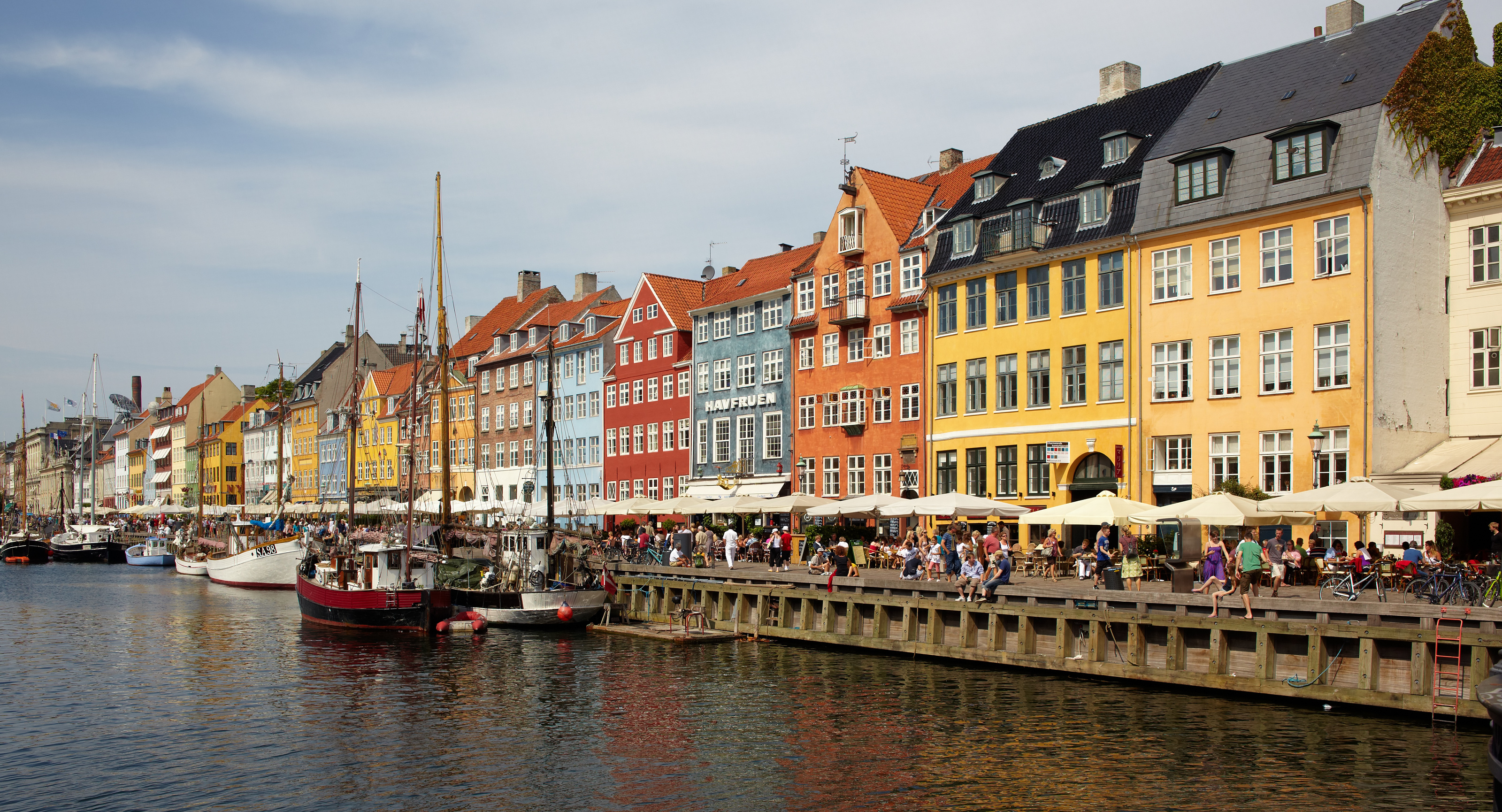
Разноцветные фасады вдоль канала

Нюхавн (дат. Nyhavn) — порт XVII века, канал и место отдыха в Копенгагене, Дания. Канал протянулся от Новой Королевской площади до причального фронта-порта к югу от Театрального Дома. Вдоль канала расположено много разноцветных таунхаусов XVII—XVIII веков, баров, кафе и ресторанов. В канале пришвартовано много исторических деревянных кораблей.

## История
Нюхавн был построен по указу короля Кристиана V в период с 1670 по 1673 года шведскими военнопленными Датско-шведской войны (1658—1660). Канал соединяет море и старый город (Королевскую площадь), одну из главных торговых площадей перед королевским дворцом, куда свозился груз и улов. Площадь была известна пивом, моряками и распространением проституции. Датский писатель Ганс Кристиан Андерсен прожил в районе Нюхавн около 18 лет.
Первый мост через Нюхавн был открыт 6 февраля 1875 года. Это был временный деревянный пешеходный мост. В 1912 году его заменили на новый мост, который стоит и по сей день.

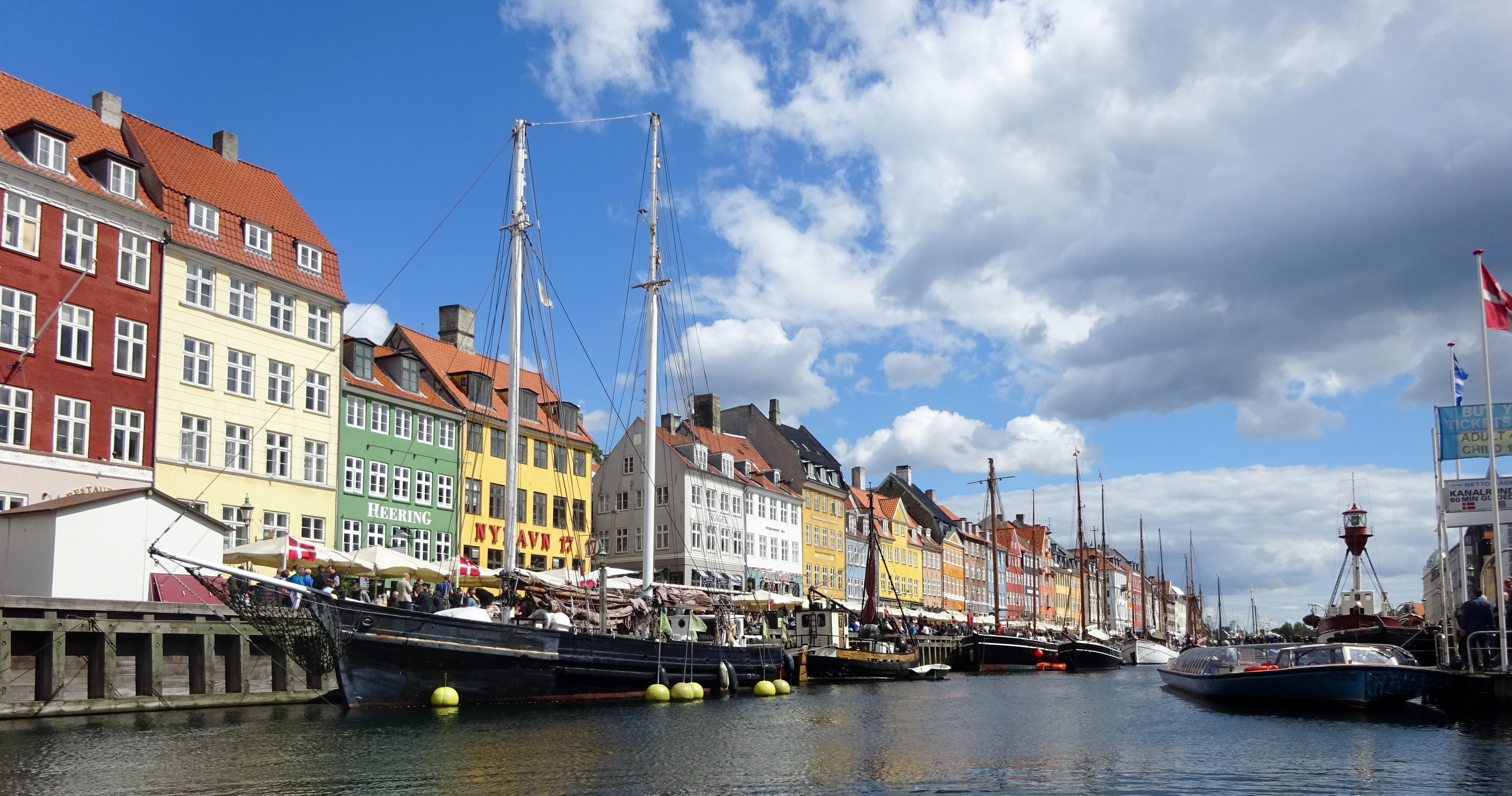
Канал

По мере того как океанские суда выросли в размере, Нюхавн стал использоваться для внутренних грузовых перевозок на небольших кораблях. После Второй мировой войны внутренние грузовые перевозки стали выполняться наземным транспортом, движение малых судов пропало из порта Копенгагена и канала Нюхаван.
В середине 1960-х было создано сообщество Нюхавна, с целью возродить жизнь в районе. В 1977 году мэр Копенгагена Эгон Вейдекамп дал порту статус исторической гавани. В 1980 году причал стал пешеходной зоной, ранее улицы использовались как парковочные места.
На данный момент Нюхавн — популярное место среди туристов и жителей города. Порт выполняет роль своего рода площади, в соответствии с задумкой архитекторов Яна Гейла и Ларса Гемзое.

## Здания

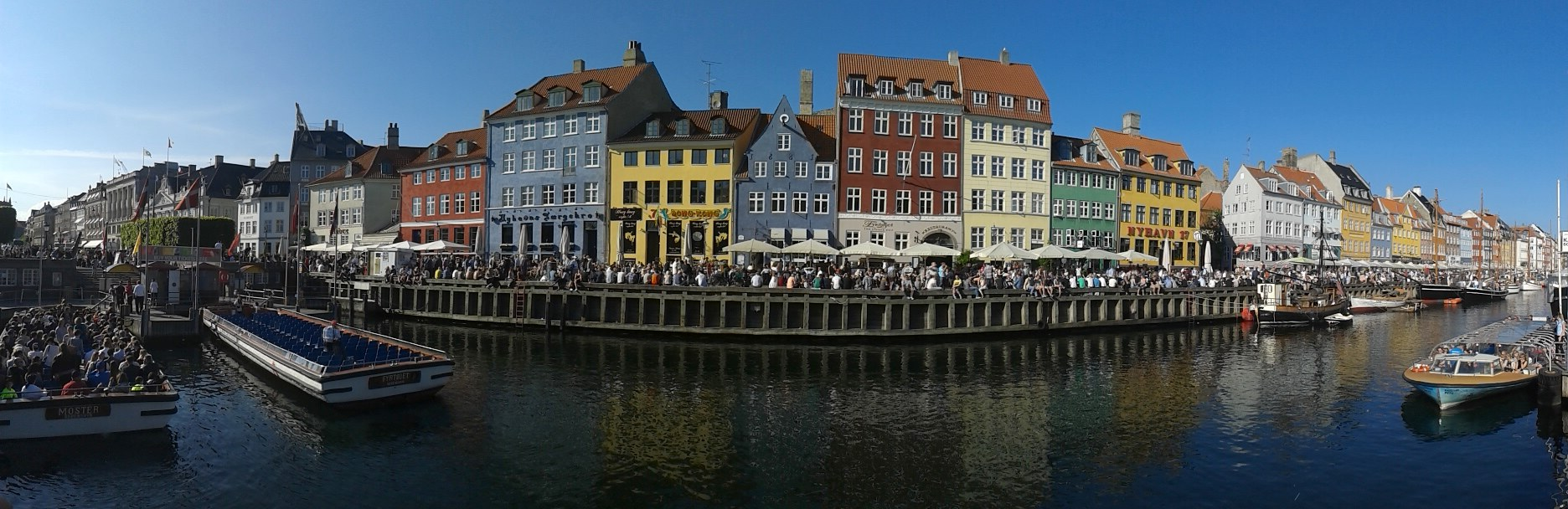
Панорама северной части канала

Северная часть канала застроена яркими разноцветными таунхаусами из дерева, кирпича и штукатурки. Самое старое здание, дом № 9, был построен в 1681 году.
В период с 1845 по 1864 год Ханс Кристиан Андерсен проживал в доме под номером 67. Сейчас на доме установлена мемориальная табличка. С 1871 по 1875 года Андерсен жил в доме № 18, где сейчас располагается сувенирный магазин, посвященный писателю.
На Южной части канала встречаются роскошные особняки, вроде резиденции Шарлоттенборг, расположенной на углу Королевской площади.

## Корабли-музеи и музейный порт
Музейный порт занимает внутреннюю часть Нюхавана, между мостом и Королевской Площадью. С момента основания исторической части в 1977 году, южная часть канала была отведена для музейных кораблей, принадлежащих Национальному музею Дании. Музей получил корабли в дар в отреставрированном виде от компании Maersk. Северная часть канала отведена для общественного пользования и частных деревянных кораблей.
В порту стоят:
- Плавучий маяк Gedser Rev XVII — плавучий маяк, построенный в 1895 году в Оденсе, использовавшийся до 1972 года. Корабль был приобретен Национальным музеем и сейчас служит как корабль-музей.
- Svalan af Nyhavn — галеас 1924 года
- Anna Møller — галеас, построенный в 1906 году в Раннерсе
- MA-RI — корабль, построенный для перевозки контрабанды в 1920 году. В 1923 году корабль был взят на абордаж таможенными органами Хельсингёра с контрабандой на борту. Груз был конфискован и распродан на аукционе. Корабль начали использовать как рыболовное судно, затем как паром между Польшей и островом Борнхольм и снова как судно для контрабанды.
- Mira — двухмачтовая шхуна, построенная в городе Фоборг в 1898 году. Mira считается одним из лучших датских малых судов того времени. В течение многих лет корабль перевозил мел со Стевнс.
- The Boat Theatre — самоходная баржа типа лихтер, построенная в Копенгагене в 1898 году. С 1972 года работает как театр на корабле.

## Мемориальный якорь

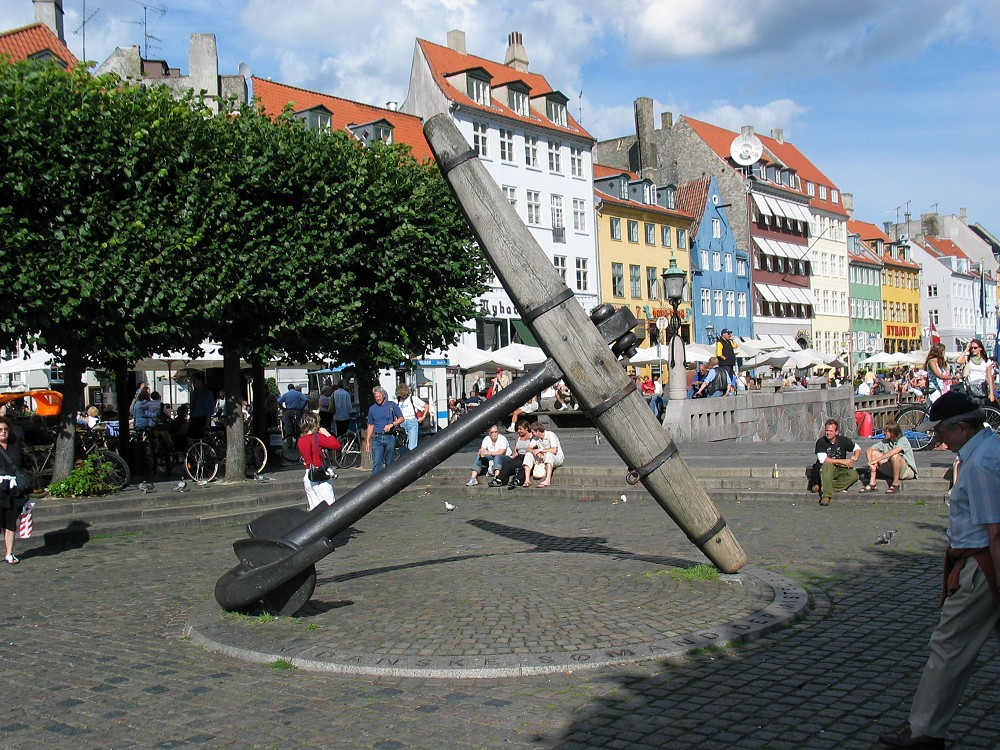
Мемориальный якорь

Большой мемориальный якорь (на датском: Mindeankeret) в конце Нюхавна — монумент в память о более чем 1700 датских офицерах и моряках, погибших во Второй Мировой Войне. Якорь был установлен в 1951 году, заменив временный деревянный крест с мемориальной доской с монограммой Фредерика VII, который был установлен на этом месте в 1945 году. Мемориальный якорь 1872 года использовался на корабле Frigate Fyn, во время войны пришвартованном на военно-морской базе в Холмен. Каждый год 5 мая, в день освобождения Дании в 1945 году, у мемориального якоря проходит официальная церемония в память о павших.

## Бары и рестораны

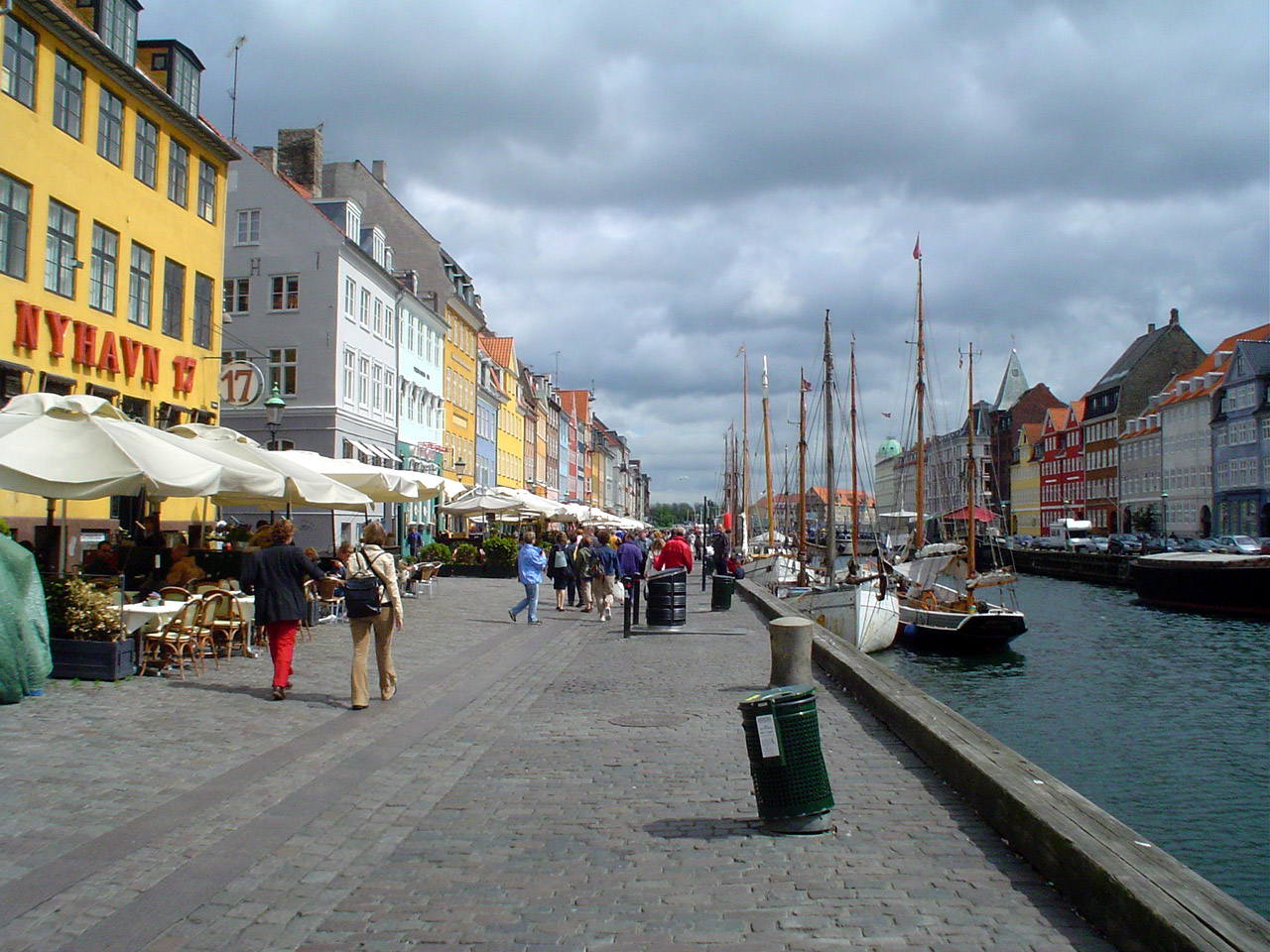
Бары и рестораны, расположенные на северной, солнечной стороне канала

На левой, солнечной стороне канала расположены бары и рестораны. Нюхавн служит центром для компаний, проводящих туры по каналам.

## Транспорт
Станция метро Конгс Нютёр расположена в конце Нюхавна, в дальнем конце одноимённой площади. Станция обслуживает все линии Копенгагенского метрополитена.
Водные автобусы останавливаются в устье канала. Все четыре водных автобуса — 901, 902, 903 и 904 — останавливаются на остановке рядом с Театральным Домом.
В 2016 году после многочисленных задержек был открыт мост Inderhavnsbro, соединяющий Нюхавн и Кристиансхавн. Велосипедный и пешеходный подъемный мост длиной в 180 метров был прозван мостом поцелуев, потому что его контуры напоминают переплетение двух языков.

## Упоминания в литературе и кинематографе

### Кино
- Нюхавн можно увидеть в многочисленных датских фильмах. Например, канал часто встречается в фильмах о банде Ольсена — на 0:25:44 минуте в фильме 1975 года[7] и 0:28:56 минуте в фильме 1977 года[8]. Мемориальный якорь появляется в кадре на 1:16:57 минуте в фильме 1976 года[9].

Нюхавн можно увидеть и в ряде международных фильмов:
- В заключительной сцене фильма Ингмара Бергмана «Урок любви»[10]
- Канал используется как центральное место действия в боевике американско-британского производства «Hidden Fear» (1957)
- В шпионском фильме Альфреда Хичкока «Разорванный занавес» герою Пола Ньюмана, который направляется в ГДР, необходимо связаться с продавцом книг по адресу Kanalgade 1. Позднее, когда невеста героя посещает адрес, выясняется, что это Нюхавн[10].
- В немецком фильме 1963 года «Das Feuerschiff» сцены снимаются в районе Нюхавн, хотя по сюжету действия происходят в Германии.
- В драме 2015 года «Девушка из Дании» героини Лили Эльбе (Эдди Редмэйн) и Герда Вегнер (Алисия Викандер) живут в квартире в районе Нюхавн. Также это место, где Лили впервые выходит в новом образе. По фильму Нюхавн представлен как рыбный рынок, хотя исторический рыбный рынок Копенгагена находится на Gammel Strand[11].

### Музыка
- Nu går våren gennem Nyhavn — песня Сигфреда Педерсена на музыку Нильса Клемменсена.